# Quórum
O quórum ou quoro (em latim: quorum) é o número requerido de assistentes a uma sessão de qualquer corpo de deliberação ou parlamentar para que seja possível se tomar uma decisão válida.
A palavra latina é o genitivo plural do pronome relativo "qui" (que) e deve traduzir-se como "dos quais" ou "de quem".
O termo originou-se num antigo tribunal britânico chamado "Justices of the quorum", cujos membros atuavam de forma solidária, de modo que para que uma decisão fosse válida, pelo menos um deles deveria estar presente. O corpo referia-se ao membro presente mediante a fórmula "quorum vos unum esse volemus", que significava "dos quais queremos que vós sejais um".
É importante notar que este termo deve ser utilizado somente em referência a eventos de votação ou assembleia. É comum o uso errado do termo, para se referir, por exemplo, à quantidade de espectadores ou ouvintes de uma apresentação ("A apresentação foi cancelada por falta de quorum.")
Quórum deliberativo é a quantidade mínima necessária as deliberações do Plenário e das Comissões. É requerida a presença de mais de metade dos seus membros em efetividade de funções (isto é, o mínimo de 116 Deputados no caso do Plenário da assembleia nacional portuguesa). "Deliberativo" exprime decisão sobre determinado assunto, tomada geralmente por órgãos colegiados, mediante votação.[carece de fontes?]